# Sceloporus subpictus
La lagartija espinosa de panza pinta (Sceloporus subpictus) es una especie de reptil perteneciente a la familia Phrynosomatidae.

## Clasificación y descripción
Lagartijas de talla mediana, los machos llegan a alcanzar una longitud hocico-cloaca de 80 mm, mientras que las hembras llegan a medir hasta 59,7 mm. La longitud de la cola es 1,3 veces mayor que la longitud del cuerpo. Las escamas del dorso son grandes y quilladas, mientras que las del vientre son lisas, mucronadas y más pequeñas que las de dorso. El número de escamas dorsales es de 33 a 36. La cola es robusta con las escamas quilladas tanto dorsal como ventralmente. El número de poros femorales es de 14 a 17 separados medialmente por 3 a 4 escamas. El dorso presenta bandas longitudinales de color verde cenizo, adicionalmente se observan dos bandas verdes en los lados del cuerpo, aunque también pueden tener todo el cuerpo verde cenizo sin bandas. Presenta un collar restringido los lados del cuello, en machos suele continuar por la garganta, mientras que en las hembras no sucede. Los machos presentan en el vientre un par de bandas azules bordeadas internamente por negro.

## Distribución
Esta especie es endémica al estado de Oaxaca, y previamente solo se conocía para el oeste y el sur del estado. La especie fue documentada en la región mixteca del valle de Cuicatlán, representando la tercera localidad conocida.

## Hábitat
Esta rara especie habita en los bosques de Quercus a una elevación de 2,703 m s. n. m. Es de hábitos terrestres encontrándose entre las rocas que se localizan al nivel del suelo. Es insectívora, consumiendo escarabajos, larvas de mariposas y hormigas. Dos machos con longitudes hocico-cloaca de 61,12 y 57,50 mm fueron capturados en La Unión Tepelmeme en el mes de marzo, presentando testículos grandes.

## Estado de conservación
Se encuentra catalogada como datos insuficientes (DD) en la IUCN.